# Шенов (Острава-град)
Шенов (чеш. Šenov) град је у Чешкој Републици. Град се налази у управној јединици Моравско-Шлески крај, у оквиру којег припада округу Острава-град.

## Становништво
Према подацима о броју становника из 2014. године град је имао 6.188 становника.